# Акваметрія
Акваме́трія (рос. акваметрия, англ. aquametry, нім. Aquametrie) — методи визначення кількості води в різних речовинах.

## Основне призначення
Уточнення кількості води необхідно при контролі речовин на виробництві або клінічних випробуваннях, наприклад для перевірки вологості компонентів процесів полімеризації, синтезі.
Методи дозволяють визначати кількість води, що знаходиться в різних станах (розчин, кристалізація) і формах (абсорбована, оклюдована, гідратна).